# Montreuil-en-Caux
Montreuil-en-Caux is een gemeente in het Franse departement Seine-Maritime (regio Normandië) en telt 380 inwoners (1999). De plaats maakt deel uit van het arrondissement Dieppe.

## Geografie
De oppervlakte van Montreuil-en-Caux bedraagt 9,4 km², de bevolkingsdichtheid is 40,4 inwoners per km².
De onderstaande kaart toont de ligging van Montreuil-en-Caux met de belangrijkste infrastructuur en aangrenzende gemeenten.

## Demografie
Onderstaande figuur toont het verloop van het inwonertal (bron: INSEE-tellingen).